# 카롤루스 (프로방스)

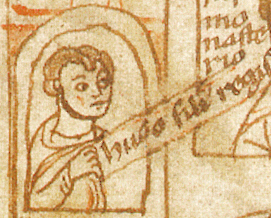
프로방스의 샤를

샤를 2세(Charles II) 또는 프로방스의 샤를(Charles of Provence, 840년/845년? ~ 864년 1월 25일)은 855년부터 863년까지 카롤링거 왕조의 프로방스와 부르군트의 군주였다. 샤를마뉴의 증손자로, 로타르 1세의 아들이었다.
855년 아버지 로타르 1세로부터 부르고뉴와 프로방스를 물려받았다. 856년에는 리옹을 추가로 차지하였다. 즉위 직후 860년까지는 이모부 제라르 등 귀족들의 섭정을 받았다. 그뒤 친정을 선언한 직후 삼촌 샤를 대머리왕의 침공을 받았으나 모두 격퇴하였다. 863년 후사 없이 사망하여 결국 형 이탈리아인 루트비히와 삼촌 서프랑크의 샤를 대머리왕을 거쳐서 귀족들의 손에 넘어가게 된다. 그는 어린 나이에 즉위한데다가 간질까지 앓고 있어서 지방귀족들을 통제할 수 없었고, 자신의 영토를 효율적으로 통치하지 못했다.
그가 죽자 영지는 두 형 로타르 2세와 이탈리아인 루트비히 2세에게 분할되었다.

## 생애

### 생애 초반

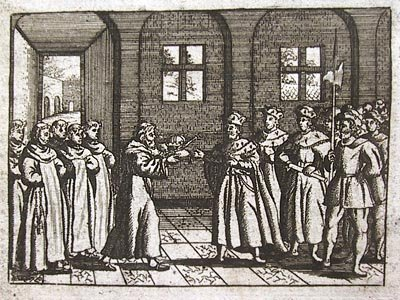
프륌에서 세 아들에게 영토를 분할해주는 로타르 1세
(구리 판화, 1698년작)

샤를 2세는 프랑크 카롤링거 왕조 출신 신성 로마 제국 황제 로타르 1세와 투르 백작 우고의 딸 투르의 이르멘가르트의 막내 아들로 태어났다. 출생년대는 불분명하여 840년 혹은 838년 무렵에 출생했을 것으로 추정된다. 이탈리아인 루트비히와 로타르 2세의 동생이었다. 누이로는 그보다 연상인 베르타, 기셀라, 로트루드가 있었다. 그에게는 카를로만이라는 또다른 남동생이 있었지만 카를로만은 서출인데다가 아버지 로타르 1세보다 앞서 853년에 어려서 죽었다.
메로빙거 왕조 시대에 프랑크 왕국에 병합되었던 프로방스와 부르군트는 768년 샤를 2세의 고조부 피핀 3세가 죽으면서 자신의 차남인 카를로만 2세에게 분배했던 영토였다. 그러나 코피를 자주 흘렸던 카를로만 2세는 771년 12월 4일 갑자기 사망하면서, 프로방스와 부르군트는 카를로만 2세의 형이자 샤를 2세의 증조 할아버지인 샤를마뉴(카롤루스 대제)가 다시 병합하게 된다.
그의 부모는 820년 10월경에 결혼했다. 그러나 샤를이 소년일 때 851년에 어머니인 투르의 이르멘가르트가 사망했다. 855년 8월 19일 아버지 로타르 1세는 프륌 수도원으로 은퇴하면서 자신의 영토인 중프랑크 왕국을 세아들에게 분할하여 물려주었는데, 프륌 조약(855년)에 의해 맏아들 루트비히는 이탈리아와 황제의 직위를, 둘째 로타르 2세는 로타링기아를, 샤를은 부르고뉴(아를과 프로방스)와 프륌 일대를 물려받았다. 이때 그의 형 로타르 2세는 그의 몫의 영토가 크다며 이의를 제기하기도 했다. 샤를은 어려서부터 간질 발작을 앓았다.

### 프로방스와 부르군트의 군주
855년 9월 23일 아를로 갔다. 성 프루덴시오 드 트루아(St. Prudentius de Troyes)는 자신의 저서 아날레스 연대기에 의하면 어려서 부모를 잃었던 샤를은 간질을 앓고 있었고, 아버지 로타르 1세가 은퇴할 당시에도 미성년자였다 한다. 샤를의 두 형 루트비히와 로타르는 그가 여전히 미성년자이고 간질 발작을 앓는다는 이유로, 이탈리아 올베 지역에서 샤를에게 자신의 영토를 포기하라고 설득했다고 한다. 그러나 샤를은 형들의 제의를 거절했다.

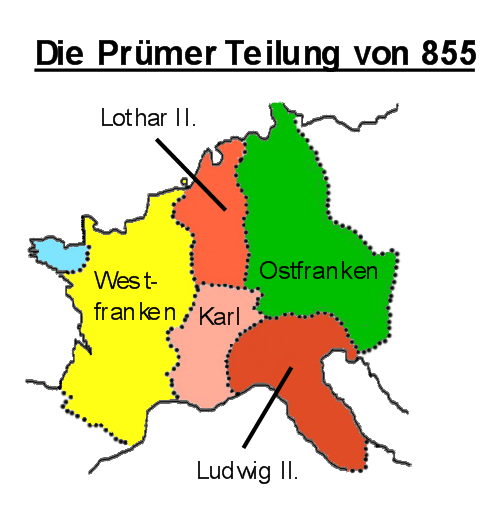
855년 로타르 1세가 자신의 세 아들에게 분배한 영토, 중간의 연주황색 부분이 샤를이 차지한 프로방스와 부르고뉴 일대이다.

샤를이 차지한 프로방스와 부르고뉴가 영토가 넓었으므로 형 루트비히와 로타르 2세는 이의를 제기하였으나 856년 그가 제네바 호수 주변의 오브레, 스위스를 각각 형들에게 양도하여 반발을 가라앉혔다. 또한 이 조약에 의해 리옹(Lyon) 공국의 영유권을 그가 확보한다. 즉위 초 리옹의 공작이던 그의 이모부 루시용 출신 제라드 2세(Girart de Roussillon)가 그의 영토를 침략했다가 루트비히, 로타르 2세에 의해 제지를 받았다. 한편 855년 당시 그는 병약한데다가 나이가 어렸으므로, 856년 리옹 공국이 그의 영지가 되면서 비엔나 백작 겸 루시용 공작 제라드가 860년까지 섭정을 맡았다. 또한 제라드는 론강과 발랑스 일대를 방어하였다. 교회를 제어하는 것은 프로방스와 아를의 백작 풀카르도(Fulcrado)가 맡았다. 루시용 공작인 제라드는 샤를의 어머니 투르의 이르멘가르트의 여동생이자 위그의 딸 베르타의 남편으로 그의 이모부였다.
샤를 2세는 지병인 간질로 고통받았다. 한편 858년 샤를 2세는 자신이 자녀 없이 죽으면 자신의 영토는 둘째 형 로타르 2세에게 물려준다는 유언을 남겼다. 샤를의 이 유언에 대해 맏형 이탈리아인 루트비히는 이의를 제기하였다. 그러나 샤를은 859년 로타르 2세를 후계자로 한다는 자신의 유언을 관철시켰다.

### 생애 후반
858년과 859년에는 바이킹 족을 적극적으로 공격할 것을 형제들에게 호소하였다. 그와 동시에 그는 하스팅(Hasting) 일대에 나타난 바이킹 및 지중해 해안가 일대를 약탈하고 아를지역까지 나타난 노르만족을 직접 맞서 싸웠고, 860년 겨울 카마르그 일대에서 노르만 족을 크게 격파하였다. 카마르그에서 프로방스의 샤를 2세에게 격퇴당한 노르만인들은 그 이듬해 봄 이탈리아 지역으로 가서 이탈리아를 약탈하였다.
사실상 프로방스의 두 번째 군주였던 그는 860년 처음 친정하였으나, 그해에 그의 영토를 침범하려던 삼촌 샤를 대머리왕을 물리쳤다. 861년 샤를 대머리왕은 프로방스, 부르군트에 개입해달라는 아를 백작의 개입 요청을 받고 다시 프로방스를 쳐들어왔으나 역시 격퇴하였다. 대머리 샤를은 다시 군사를 이끌고 마콘 강(Macon, 후대의 벨기에)을 넘다가 랭스대주교 힝크마르에게 제지당했다. 프로방스의 샤를 2세는 후계자 없이 죽었는데 그의 영토는 맏형인 루트비히 2세가 차지했다. 질병에 걸린 그는 864년 1월 25일 리옹의 리옹 세인트 피에르 레 노망 수녀원(Abbay of Saint-Pierre-les-Nonnains of Lyon)에서 자녀 없이 사망했다.

### 사후
샤를은 당초 로타르 2세에게 자신의 영토에 대한 권리를 모두 넘긴다고 하였으나, 형 루트비히 2세 이탈리아인이 강하게 이의를 제기하였으므로 제라드가 이를 중재하여 아를과 액 상 브랑을 루트비히 2세 이탈리아인에게 넘겨주고, 나머지 비엔나와 그르노블 지역 그리고 리옹 주교관구를 로타르 2세에게 분배하여 넘겨주었다. 그러나 로타르 2세 마저도 869년에 사망하여 그의 영지는 최종적으로 루트비히 2세 이탈리아인에게 돌아간다.
그의 영지는 형 루트비히 2세 이탈리아인을 거쳐 배다른 삼촌 대머리 카를에게 넘어간다. 그러나 대머리 카를 사후, 프로방스와 부르군트의 실권자였던 보소 가문(로타르 2세의 인척)이 프로방스와 하 부르고뉴를, 엠므와 유디트(루트비히 2세와 루트비히 1세의 왕비)의 친정인 콘라디안 가문이 상부 부르고뉴를 차지하게 된다.

## 가계
- 부왕 : 로타르 1세(Lothar I, 795년~855년): 중프랑크 왕(818~855), 신성로마황제(840~855)
- 모친 : 이르멘가르트(Irmangard)
  - 누이 : 이르멘가르트(Irmangard)
  - 매형 : 바이에른의 카를만
  - 형 : 이탈리아의 루트비히 2세(825~875), 이탈리아의 왕(844~875), 신성로마황제(855~875)
  - 형수 : 동프랑크의 이르멘가르트, 그의 사촌 누이이기도 하다.
    - 조카딸 : 이르멘가르트
    - 조카사위 : 보소 5세

  - 형 : 로타르 2세(Lothar II, 835~869) : 로타링기아의 왕
- 서모 : 이름 미상
  - 이복 형 : 베른하르트
- 서모 : 도다(Doda)
  - 이복 동생 : 카를로만

- 숙부 : 페펭(797년~838년) : 아키텐의 왕 “피핀”이라고도 부른다.
- 숙부 : 루트비히 2세(802?,805?–875?, 876?) : 바이에른의 왕(817~875),동 프랑크 왕(843~875), 루트비히 독일왕이라도 부름
- 숙부 : 대머리 카를, 카롤루스 2세(823~877) : 서프랑크 왕(840~877), 신성로마황제(875~877)

## 기타
결혼 여부에 대해서는 알려진 것이 없다. 공식 기록으로는 그에게는 알려진 자손이 없다.

## 같이 보기
- 베르덩 조약
- 메르센 조약
- 프로방스
- 부르군트
- 보소 5세

## 참고 자료
- René Poupardin, I regni carolingi (840-918), in Storia del mondo medievale, volume II, Cambridge, Cambridge University Press, 1979, pp. 807-821.
- Louis Halphen, Il regno di Borgogna, in Storia del mondo medievale, volume II, Cambridge, Cambridge University Press, 1979, pp. 583–635.
- Louis de Mas Latrie - Bibliothèque de l'école des chartes, année 1840, volume 1,numéro 1, Diplôme inédit de Charles, roi de Provence. 862, pp. 491-497
- René Poupardin - Le Royaume de Provence sous les Carolingiens - É. Bouillon - Paris, 1901 ici [archive] et Marseille, 1974 (réédition 1901)
- L.Mirot, R.Louis - La Bataille de Vaubeton dans la légende épique et dans l'histoire - Extrait de la Romania - Paris, H. Champion, 1932
- Pierre Riché, Les Carolingiens, une famille qui fit l'Europe, Paris, Hachette, coll. « Pluriel », 1983 (réimpr. 1997), 490 p. (ISBN 2-01-278851-3, présentation en ligne [archive])
- Jean-Charles Volkmann, Bien connaître les généalogies des rois de France, Éditions Gisserot, 1999, 127 p. (ISBN 978-2-87747-208-1)

Michel Mourre, Le Petit Mourre. Dictionnaire d'Histoire universelle, Éditions Bordas, avril 2007 (ISBN 978-2-04-732194-2)
| 전임 로타르 1세 | 프로방스의 왕 855년 - 863년 | 후임 루트비히 2세 |

| 전임 로타르 1세 | 부르군드의 왕 855년 - 864년 | 후임 로타르 2세 |

| 전임 제라드 | 리용 공작 856년 - 864년 | 후임 제라드 |